# Over the Hills and Far Away (canción)
«Over the Hills and Far Away» (Sobre los Montes y Más Allá) es una canción de la banda de rock inglesa Led Zeppelin, publicada en el álbum Houses of the Holy de 1973.
Esta canción fue inicialmente compuesta por Jimmy Page y Robert Plant durante su estancia en la cabaña de Bron-Yr-Aur en Gales el año 1970. Se completó en la gira de la banda por Estados Unidos de ese mismo año. Tal como muchas canciones de la banda como «Ramble On», «The Battle of Evermore» y «Misty Mountain Hop», en su letra hay referencias del libro El Señor de los Anillos del autor J. R. R. Tolkien.
Durante la introducción de «Over the Hills and Far Away» se puede oír una suave guitarra acústica de seis cuerdas tocada por Page, la que en un momento se entrelaza con una de doce. Luego de eso irrumpe la voz de Plant, que precipita la llegada del bajo de John Paul Jones y la batería de John Bonham, quienes siguen el ritmo que a esas alturas ha ascendido.
Fue el primer sencillo del álbum Houses of the Holy y fue oficialmente publicado en mayo de 1973, alcanzando el puesto 51 en el Billboard Hot 100. Sin embargo, la banda comenzó a interpretarla en vivo durante los meses de verano de 1972, tal como quedó registrado en el álbum en directo How the West Was Won, cuyas grabaciones provienen de una serie de conciertos realizados en Los Ángeles y Long Beach en junio y julio de ese año.
El primer nombre de la canción fue «Many, Many Times», como se muestra en la página web de Led Zeppelin. Entre los fanáticos de la banda, ha recibido la abreviatura OTHAFA.

## Personal
- Robert Plant - Voz
- Jimmy Page - guitarras
- John Paul Jones - bajo, melotrón
- John Bonham - batería